# Karl-Josef Kutsch
Karl-Josef Kutsch (né le 11 mai 1924 à Gangelt-Brüxgen), également connu sous le nom de Karl Josef Kutsch, KJ Kutsch en abrégé, est un médecin allemand et, avec Leo Riemens, l'auteur du Großes Sängerlexikon.

## Biographie
Karl-Josef Kutsch étudie la médecine, est enrôlé et a participé comme soldat à la campagne de Russie de la Seconde Guerre mondiale. En 1948, il termine ses études à l'Université de Francfort-sur-le-Main. De 1952 à 1989, il travaille comme médecin généraliste avec son épouse, le docteur Elisabeth Kutsch, à Gangelt-Brüxgen.
Depuis les années 1950, Kutsch constitue une collection de disques et de biographies de chanteurs. En 1962, il publie avec le musicologue néerlandais Leo Riemens (1910-1985) une petite encyclopédie des chanteurs sous le titre Unvergängliche Stimmen. En 1975, il est révisé sous le titre Unvergängliche Stimmen. Sängerlexikon, qui est révisé avec sa collaboration et celle de Riemens en 1985 et devient un ouvrage standard. Il s'appelle désormais Großes Sängerlexikon, est considérablement élargi avec la collaboration de Hansjörg Rost et l'édition actuelle comprend sept volumes avec des biographies détaillées d'environ 18 760 chanteurs de la Renaissance à nos jours,. Les biographies donnent le vrai nom, un éventuel nom de scène, les dates de vie et d'origine ainsi que le domaine vocal et donnent un aperçu de la carrière - selon les lieux de travail et les œuvres chantées et jouées. Les biographies contiennent également de brèves descriptions des étapes marquantes, une caractérisation de la voix et, pour les grands noms, des références littéraires et des enregistrements sonores.

## Publications
- Der Gesundheitszustand der Schulkinder im Kreise Geilenkirchen-Heinsberg im Schuljahr 1946–1947. Dissertation. 1948.
- avec Leo Riemens,Großes Sängerlexikon. Ab 1962 mehrere Ausgaben und überarbeitete Auflagen
  - 4., erweiterte und aktualisierte Auflage. 7 Bände (Aarden–Castles; Castori–Frampoli; Franc–Kaidanoff; Kainz–Menkes; Menni–Rappold; Rasa–Sutton; Suvanny–Zysset). Druckausgabe mit E-Book. Saur, Munich, 2003,  (ISBN 978-3-598-44088-5) (später übernommen von De Gruyter, Berlin, mit  (ISBN 978-3-11-915958-6), LIX, 5371 p.[5]